# Yui Narumiya
Yui Narumiya (成宮 唯?, Narumiya Yui; Prefettura di Kyoto, 22 febbraio 1995) è una calciatrice giapponese, centrocampista dell'INAC Kobe Leonessa e della nazionale giapponese.

## Carriera

### Nazionale
Narumiya viene selezionata dal tecnico federale Hiroshi Yoshida della formazione Under-17 per il Mondiale di Azerbaigian 2012, venendo impiegata in quell'occasione in tutti i quattro incontri giocati dalla sua nazionale fino alla sconfitta inflitta dal Ghana per 1-0 ai quarti di finale.
Per indossare nuovamente la maglia del Giappone deve attendere il 2021, chiamata dal commissario tecnico Futoshi Ikeda in occasione di un tour di amichevoli nei Paesi Bassi dell'inverno 2021 dove fa il suo debutto da titolare il 25 novembre nella sconfitta per 2-0 con l'Islanda. Ikeda continua a concederle fiducia inserendola in rosa con la squadra che affronta la Coppa d'Asia di India 2022, dove si mette in luce andando a segno nei primi due incontri della fase a gironi.

## Statistiche
Aggiornato al 24 gennaio 2022.

### Cronologia presenze e reti in nazionale
| Cronologia completa delle presenze e delle reti in nazionale ― Giappone | Cronologia completa delle presenze e delle reti in nazionale ― Giappone | Cronologia completa delle presenze e delle reti in nazionale ― Giappone | Cronologia completa delle presenze e delle reti in nazionale ― Giappone | Cronologia completa delle presenze e delle reti in nazionale ― Giappone | Cronologia completa delle presenze e delle reti in nazionale ― Giappone | Cronologia completa delle presenze e delle reti in nazionale ― Giappone | Cronologia completa delle presenze e delle reti in nazionale ― Giappone |
| Data                                                                    | Città                                                                   | In casa                                                                 | Risultato                                                               | Ospiti                                                                  | Competizione                                                            | Reti                                                                    | Note                                                                    |
| ----------------------------------------------------------------------- | ----------------------------------------------------------------------- | ----------------------------------------------------------------------- | ----------------------------------------------------------------------- | ----------------------------------------------------------------------- | ----------------------------------------------------------------------- | ----------------------------------------------------------------------- | ----------------------------------------------------------------------- |
| 25-11-2021                                                              | Almere                                                                  | Giappone                                                                | 0 – 2                                                                   | Islanda                                                                 | Amichevole                                                              | -                                                                       | 57’                                                                     |
| 21-1-2022                                                               | Pune                                                                    | Giappone                                                                | 5 – 0                                                                   | Birmania                                                                | Coppa d'Asia 2022                                                       | 1                                                                       | 69’                                                                     |
| 21-1-2022                                                               | Pune                                                                    | Vietnam                                                                 | 0 – 3                                                                   | Giappone                                                                | Coppa d'Asia 2022                                                       | 2                                                                       |                                                                         |
| Totale                                                                  |                                                                         | Presenze                                                                | 3                                                                       |                                                                         | Reti                                                                    | 3                                                                       |                                                                         |

## Palmarès

### Nazionale
- Campionato asiatico under 16: 1

2011